# Оровецький Павло Андрійович
Павло Андрійович Оровецький (4 (17) березня 1905, с. Єлизаветівка, тепер Царичанський район, Дніпропетровська область - 20 лютого 1976, Київ)  - український письменник, журналіст.
Навчався у ремісничому училищі. З 14-ти років чорнороб на залізниці, потім - слюсар на заводі. Від 1930 року редактор районної газети на Харківщині. 1937 р. був репресований  і працював на цегельному заводі. Реабілітований перед німецько-радянською війною. Від 1941 р. - на фронті. 1943 р. демобілізований після важкого поранення. До 1955  р. - завідувач відділу економіки й організації сільського господарства республіканської газети «Колгоспне село» (нині «Сільські вісті»).
Літературну діяльність почав 1930 як нарисовець.
Автор повістей «Серце солдата» (1958),
- «Рубіновий промінь» (1965),
- «Загибель Полоза» (1969),
- романів «Друга зустріч» (1960),
- «Глибока розвідка» (1963),
- «Береги життя» (1971), збірок нарисів та ін.

Член КПРС з 1931.

## Видання
- Партизанська повість. К., 1972
- Перерваний рейс. К., 1975.

Російські переклади:
- Вторая встреча. М., 1962
- Живет солдат. М., 1966.